# Heinrich Frieling (Zoologe)
Heinrich Frieling (* 27. Dezember 1910 in Chemnitz; † 10. Februar 1996 in Marquartstein) war ein deutscher Ornithologe und Farbwissenschaftler. Neben seiner Beschäftigung mit Farben schuf Frieling davon inspirierte abstrakte Gemälde.

## Jugend, Studium, berufliche Laufbahn
Heinrich Frieling war eines von vier Kindern eines Anstaltsgeistlichen. Zunächst besuchte Heinrich Frieling das humanistische Gymnasium seiner Heimatstadt; nach dem Umzug seiner Familie das nähergelegene Friedrichgymnasium in Altenburg. In Altenburg wohnte er in Pension bis zum Abitur 1929. Anschließend begann Frieling an der Albertus-Universität Königsberg sein Studium der Zoologie. Das Fach wurde von Otto Koehler vertreten, der in seinen Studenten das Interesse an der Ornithologie weckte. Frieling arbeitete in den Semesterferien an der Vogelwarte Rossitten und war später zur Vogelzugbeobachtung in Memel. Es folgte ein Wechsel nach München, dann an die Georg-August-Universität Göttingen. Dort begann er eine Doktorarbeit bei Alfred Kühn, die er abbrechen musste, als ein anderer Doktorand dasselbe Thema – das Seitenlinienorgan der Fische – schneller bearbeitet hatte. Eine neue Arbeit über die Rotfußseriema, angefertigt bei Hans Krieg in München, ermöglichte ihm die Promotion und wurde 1936 publiziert.
Frieling erhielt den Titel eines Dr. phil. nat. Nach Ende seiner Studienzeit arbeitete Heinrich Frieling als Verlagslektor im Kosmos-Verlag, für den er mehrere Vogelbücher schrieb. Während des Zweiten Weltkriegs war er Lehrer am von Hermann Harless gegründeten Landschulheim Marquartstein.
Nach Fronteinsatz und Ende des Krieges wendete sich Frieling der Beschäftigung mit Farben zu und gründete in Marquartstein das private Institut für Farbenpsychologie. Später erhielt das Institut Unterrichtsräume in Salzburg, die zur Ausbildung von Farbberatern genutzt wurden.
Heinrich Frieling war verheiratet und hatte zwei Kinder; der Arbeitspsychologe Ekkehart Frieling ist sein Sohn.

## Geistige Einflüsse, Vogelkundliches Arbeiten, Wirken in Farbwissenschaft und abstrakter Malerei
Heinrich Frieling war früh durch das Studium von Goethes Farbenlehre stark inspiriert. Er stand der teleologischen Evolutionstheorie Edgar Dacqués nahe. Das Buch Organisches Weltbild, Hauptwerk von Paul Krannhals, bei dem Frieling in Gräfelfing bei München zeitweise zur Untermiete wohnte, war Frieling wichtig, auch wenn er die Ideologie Alfred Rosenbergs – von Krannhals viel zitiert – ablehnte.
Frielings auf Vogelwarten gesammelte Erfahrungen ermöglichten es ihm, noch vor Ende seines Studiums ein neuartiges, in der Praxis taugliches Buch zu verfassen, das auf Merkmale zurückgriff, die auch im Feld ermittelbar waren. Nach dem Examen arbeitete er in den 1930er Jahren als Autor und später auch als Lektor beim Stuttgarter Kosmos-Verlag. Er schrieb und illustrierte vogelkundliche und andere populärwissenschaftliche Bücher, von denen der bereits im Programm vorhandene und dann von ihm überarbeitete und illustrierte Band Was fliegt denn da besonders hohe Auflagen erzielte. Sein Buch Herkunft und Bestimmung des Menschen – Abstammung oder Schöpfung erregte das Missfallen der nationalsozialistischen Machthaber; wie viele seiner Bücher erschien es erneut nach dem Zweiten Weltkrieg.
1948 gründete Heinrich Frieling in Marquartstein sein Institut für Farbenpsychologie, für das er zunächst ohne Mitarbeiter Aufträge von Firmen entgegennahm. Nach dem Knüpfen von Kontakten zu anderen Farbinteressierten, unter ihnen Jos de Mey, wurde Frieling zum Gründungspräsidenten der International Association of Color Consultants. Die Eröffnung einer Zweigstelle in Salzburg erfolgte 1958. Nun wurden auch Studenten zu Farbberatern ausgebildet und Dozenten eingestellt.
Frieling beschäftigte sich mit dem gesamten Spektrum psychologischer und soziologischer Farbforschung. Dazu gehörte die Wahrnehmung von Farbe im natürlichen Kontext, die Signalfunktion von Farben, Farbvorlieben, Farbe und Persönlichkeit, der Einfluss von Farben auf die emotionale Stimmung und die Farbklassifizierung nach dem sinnlichen Eindruck. Als kulturpsychologische Phänomene, die von Frieling betrachtet wurden, sind Farbmoden und ein allgemeiner Trend zur Buntheit zu nennen. Frieling entwarf einen neuartigen Farbatlas, der nicht als Farbkreis oder Farbkugel, sondern als Pyramide mit fünfeckigem Querschnitt angelegt war, entsprechend der fünf Ausgangsfarben. Ziel war die Verwendung durch Künstler, insbesondere zur Beurteilung und Mischung unterschiedlicher Arten von Grau. Von ihm erstellte „Farb-Porträts“ fassen sinnliche Assoziationen und vermittelte Bedeutungen zu einzelnen Farben zusammen und können von Künstlern genutzt werden. Ein Test zur Beurteilung der Persönlichkeit ist der auf Farbtafeln fußende Frieling-Test.
In den 1950er Jahren verkaufte Frieling viele der von ihm gemalten abstrakten Gemälde. Ausstellungen der Bilder Frielings fanden erstmals im Herbst 1963 und 1964 durch die Galerie Gurlitt in München statt.

## Mitgliedschaften
- Verein sächsischer Ornithologen, ab 1926, ab 1990 Ehrenmitglied[2]
- International Association of Color Consultants IACC, 1957 Gründungspräsident[26]

## Schriften
Bis Mitte der 1940er Jahre behandeln Frielings Schriften überwiegend zoologische, vor allem ornithologische Themen. Nach dem Zweiten Weltkrieg erschienen vor allem Werke zu Themen aus Kunst und aus Farbenlehre.

### Zoologische und andere naturkundliche Veröffentlichungen (Auswahl)
- Exkursionsbuch zum Bestimmen der Vögel in freier Natur, nach ihrem Lebensraum geordnet. Springer, Berlin 1933
- Cariama christata als Anpassungsform an das Savannenleben. In: Zeitschrift für Morphologie und Ökologie der Tiere, Bd. 30, Nr. 5, 1936, ISSN 0029-8549. S. 673–730 (Dissertation)
- Die Feder. Deutsche Gesellschaft für Kleintier- und Pelztierzucht, Leipzig 1936
- Cariama cristata L. als Anpassungsform an das Savannenleben. In: Zeitschrift für Morphologie und Ökologie der Tiere, Bd. 30, Nr. 5 (1936), S. 673–730 (Dissertation)
- Was find ich am Strande. Bestimmung von nahezu 300 Pflanzen und Tieren am deutschen Meeresstrand. Franckh, Stuttgart 1937 (mit Alois Kosch)
- Edle Steine. Ein Kapitel aus der Mineralogie. Franckh, Stuttgart 1937
- Die Stimme der Landschaft. Begreifen und Erleben der Tierstimme von biologischem Standpunkt. Oldenbourg, München 1937
- Lebenskreise. Umwelt und Innenwelt der Tiere und der Menschen. Franckh, Stuttgart 1938
- Tiere als Baumeister. Franckh, Stuttgart 1940
- Liebes- und Brutleben der Vögel. Stuttgart, Franckh 1940
- Herkunft und Weg des Menschen – Abstammung oder Schöpfung?. Klett, Stuttgart 1940
- Begegnung mit Sauriern. Eine wunderbare Reise ans Kreidemeer. Thienemann, Stuttgart 1940
- Großstadtvögel. Krieg, Mensch, Natur. Franckh, Stuttgart 1942
- Was ist der Mensch? Eine allgemeine Menschenkunde. Droemer, 1948

### Veröffentlichungen zu Farbwissenschaft und Kunst (Auswahl)
- Harmonie und Rhythmus in Natur und Kunst. Oldenbourg, München 1937
- Die Sprache der Farben. Vom Wesen des Lichts und der Farben in Natur und Kunst. Oldenbourg, München 1939
- Mensch und Farbe. Heyne, München 1972
- Kleine Farbenlehre. Eine Einführung in die organische Farbenlehre in Theorie und Praxis. Hachmeister und Thal, Berlin 1940
- Psychologische Raumgestaltung und Farbdynamik. Musterschmidt, Göttingen 1956
- Praktische Farbenlehre. Eine Einführung in die Physiologie des Farbensehens und die psychologische Farbenlehre für die Praxis. Philler, Minden 1956
- Farbe hilft verkaufen. Farbenlehre und Farbenpsychologie für Handel und Werbung. Musterschmidt, Göttingen 1957
- Das Gesetz der Farbe. Musterschmidt, Göttingen 1968
- Mensch und Farbe. Heyne, München 1972
- Farbe im Raum – angewandte Farbenpsychologie. Callwey, München 1974, ISBN 3-7667-0311-0.
- Licht und Farbe am Arbeitsplatz. Verlagsgemeinschaft für Wirtschaftspublizistik, Bad Wörishofen 1982, ISBN 3-923227-00-0.
- Mit der Farbe auf du und du. Briefe an einen jungen Malermeister. Musterschmidt, Göttingen 1986, ISBN 978-3-7881-4044-1
- Bewußter mit Farben leben – ein Weg zur Selbstfindung des Menschen. Muster-Schmidt, Göttingen 1994, ISBN 978-3-7881-4050-2